# Rallye Korsika 1980
Die 24. Rallye Korsika war der 10. Lauf zur Rallye-Weltmeisterschaft 1980. Sie fand vom 24. bis zum 25. Oktober in der Region von Ajaccio statt.

## Klassifikationen

### Endergebnis
| Rang | Fahrer              | Co-Pilot              | Auto                 | Zeit (Std./Min./Sek.) | Rückstand Sieger (Min./Sek.) Rückstand V (Min./Sek.) |
| ---- | ------------------- | --------------------- | -------------------- | --------------------- | ---------------------------------------------------- |
| 1    | Jean-Luc Thérier    | Michel Vial           | Porsche 911 SC       | 14:51:43              | 0:00:00 00:00                                        |
| 2    | Walter Röhrl        | Christian Geistdörfer | Fiat 131 Abarth      | 15:02:06              | 0:10:23 10:23                                        |
| 3    | Alain Coppier       | Josépha Laloz         | Porsche 911 SC       | 15:17:21              | 0:25:38 15:15                                        |
| 4    | Bruno Saby          | Christian Gilbert     | Renault 5 Turbo      | 15:21:25              | 0:29:42 04:04                                        |
| 5    | Michèle Mouton      | Annie Arrii           | Talbot Sunbeam Lotus | 15:23:57              | 0:32:14 02:32                                        |
| 6    | Andy Dawson         | Kevin Gormley         | Datsun 160J          | 15:54:57              | 1:03:14 31:00                                        |
| 7    | Christian Gardavot  | Christian Audibert    | Porsche 911 SC       | 16:26:37              | 1:34:54 31:40                                        |
| 8    | Paul Rouby          | Alain Garçon          | Renault 5 Alpine     | 16:33:02              | 1:41:19 06:25                                        |
| 9    | Jean-Félix Farrucci | Albert Gori           | Opel Kadett GT/E     | 16:43:11              | 1:51:28 10:09                                        |
| 10   | Jean Bagarry        | Alain Bonne           | Porsche 911          | 16:49:31              | 1:57:48 06:20                                        |

Insgesamt wurden 16 von 122 gemeldeten Fahrzeuge klassiert:

### Fahrer-Weltmeisterschaft
| Pos. | Fahrer        | Punkte |
| ---- | ------------- | ------ |
| 1    | Walter Röhrl  | 118    |
| 2    | Ari Vatanen   | 50     |
| 3    | Hannu Mikkola | 49     |
| 4    | Markku Alén   | 47     |
| 5    | Timo Salonen  | 45     |

### Herstellerwertung
| Pos. | Team          | Punkte |
| ---- | ------------- | ------ |
| 1    | Fiat          | 120    |
| 2    | Datsun        | 80     |
| 3    | Ford          | 73     |
| 4    | Mercedes-Benz | 61     |
| 5    | Opel          | 58     |